# Вайденбах (Средняя Франкония)
Вайденбах  (нем. Weidenbach) — община в Германии, в земле Бавария. Подчиняется административному округу Средняя Франкония. Входит в состав района Ансбах.  Население составляет 2172 человека (на 31 декабря 2010 года). Занимает площадь 21,71 км². Община подразделяется на 9 сельских округов.

## Население
По оценке на 31 декабря 2015 года население общины Вайденбах составляет 2195 чел. 

| Дата      | 1840 | 1871 | 1900 | 1925 | 1939 | 1950 | 1961 | 1970 | 1987 | 2011 |
| --------- | ---- | ---- | ---- | ---- | ---- | ---- | ---- | ---- | ---- | ---- |
| Население | 1718 | 1488 | 1456 | 1389 | 1478 | 2180 | 1982 | 1864 | 1994 | 2150 |

| Год       | 1960 | 1970 | 1980 | 1990 | 2000 | 2009 | 2010 | 2011 | 2012 | 2013 | 2014 | 2015 |
| --------- | ---- | ---- | ---- | ---- | ---- | ---- | ---- | ---- | ---- | ---- | ---- | ---- |
| Население | 2055 | 1939 | 2184 | 1935 | 2105 | 2182 | 2172 | 2187 | 2185 | 2184 | 2190 | 2195 |